# 茨城県立守谷高等学校
茨城県立守谷高等学校（いばらきけんりつ もりやこうとうがっこう）は、茨城県守谷市大木に所在する公立の高等学校。

## 概要
1983年（昭和58年）に守谷市北部に建設された高等学校である。全日制で普通科設置。剣道部が全国上位に入り、陸上部や男子ハンドボール部も何度か全国大会に出場している。
- 校長：海老沼 洋
- 教育方針

1. 学力の向上をめざし、自らすすんで学習する態度を育てる
2. 社会の規則を守り、心豊な人間としての態度を育てる
3. 心身の健康を養う態度を育てる

## アクセス
- 関東鉄道バス「守谷高校入口」停留所
- モコバス「守谷高校前」停留所